# Боб Сагет
Робърт Лейн Сагет (на английски: Robert Lane Saget; 17 май 1956 г. – 9 януари 2022 г.), по-известен като Боб Сагет (Bob Saget), е американски комик, актьор и телевизионен водещ.

## Биография
Известен е с ролята си на Дани Танър в сериала „Пълна къща“, както и като първия водещ на предаването „Най-смешните видеоклипове на Америка“. От 2005 до 2014 г. озвучава бъдещия Тед в „Как се запознах с майка ви“. От 2016 г. отново играе Дани Танър в продължението „По-пълна къща“ по Netflix.
На 9 януари 2022 г. Сагет, който е отседнал в хотел „Риц-Карлтън“ (Ritz-Carlton Orlando, Grande Lakes) в Орландо в щата Флорида, е намерен мъртъв в стаята му от служителка около 16 часа, около час след срока за напускане. Дошлите на място спешни медици само констатират смъртта му. Полицейското управление в Орландо публично съобщава, че не е открито свидетелство за употреба на наркотици.